# Nivaldo Lourenço da Silva
Nivaldo Lourenço da Silva (sinh ngày 28 tháng 9 năm 1975) là một cầu thủ bóng đá người Brasil.

## Sự nghiệp câu lạc bộ
Nivaldo Lourenço da Silva đã từng chơi cho Montedio Yamagata và Shonan Bellmare.

## Thống kê câu lạc bộ

### J.League
| Đội               | Năm       | J.League | J.League | J.League Cup | J.League Cup | Tổng cộng | Tổng cộng |
| Đội               | Năm       | Trận     | Bàn      | Trận         | Bàn          | Trận      | Bàn       |
| ----------------- | --------- | -------- | -------- | ------------ | ------------ | --------- | --------- |
| Montedio Yamagata | 2003      | 40       | 2        | -            | -            | 40        | 2         |
| Shonan Bellmare   | 2006      | 35       | 1        | -            | -            | 35        | 1         |
| Tổng cộng         | Tổng cộng | 75       | 3        | 0            | 0            | 75        | 3         |